# Plémet
Plémet é uma comuna francesa na região administrativa da Bretanha, no departamento Côtes-d'Armor. Estende-se por uma área de 40,95 km². Em 2010 a comuna tinha 3 796 habitantes (densidade: 92,7 hab./km²).

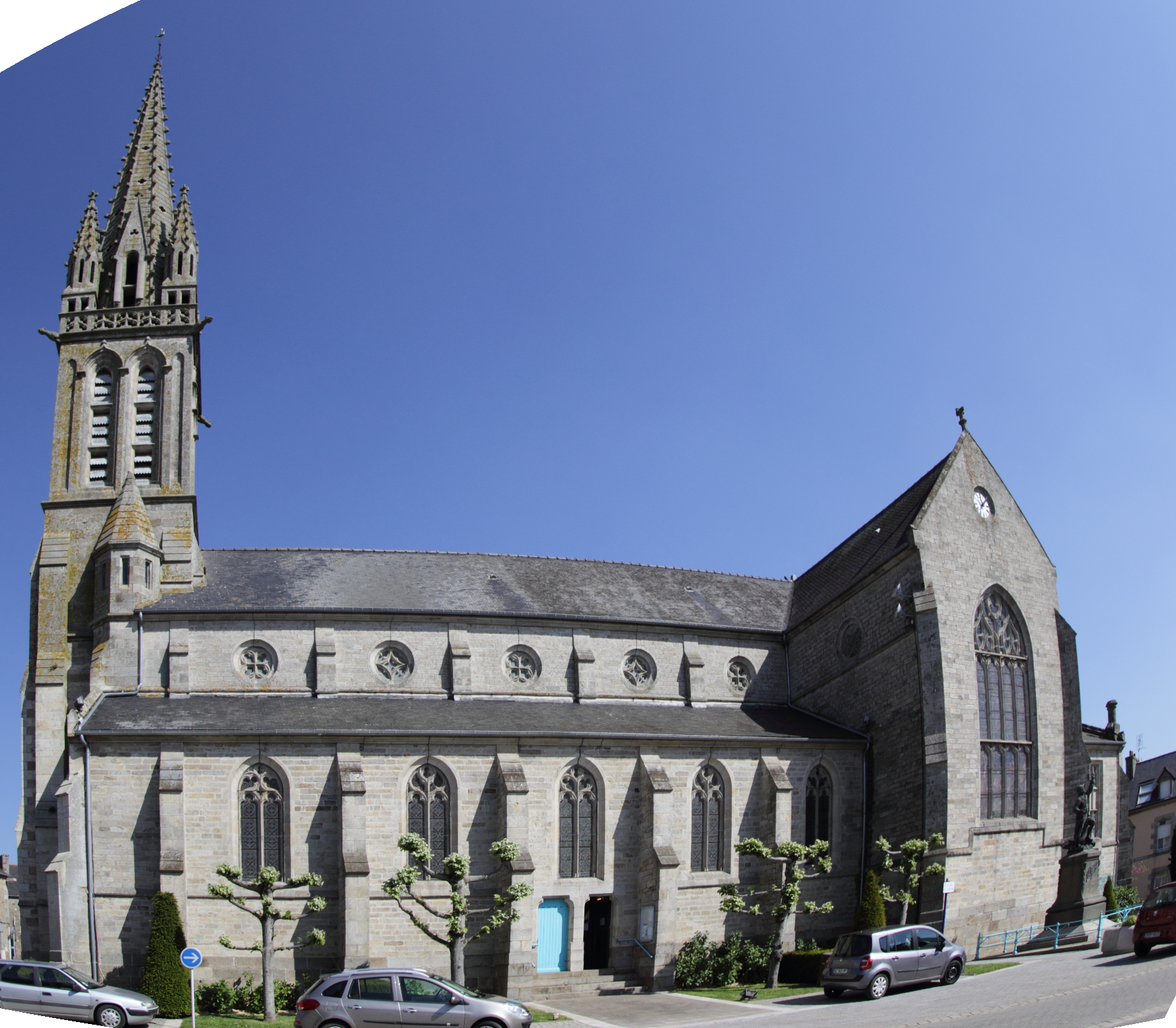
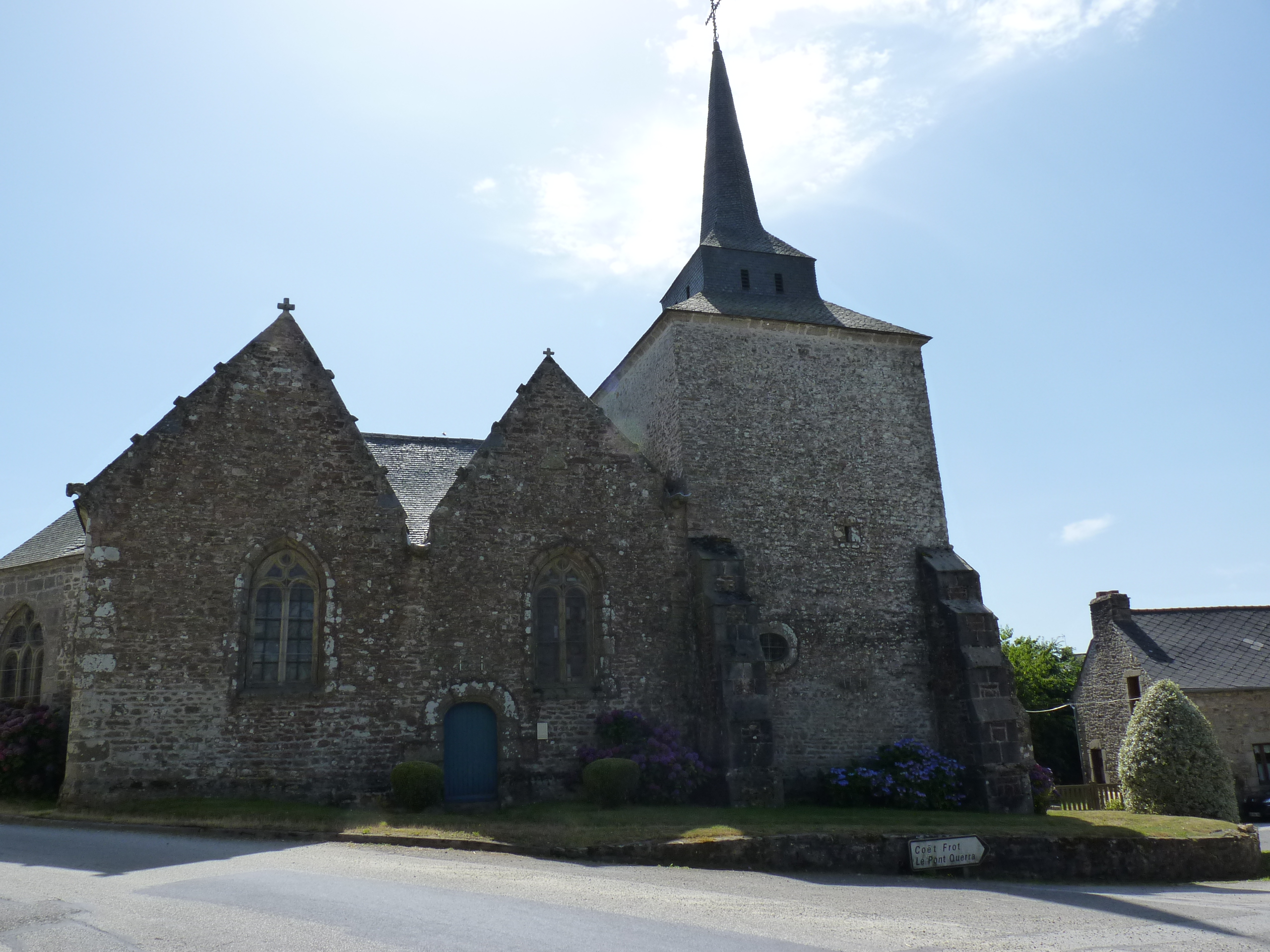
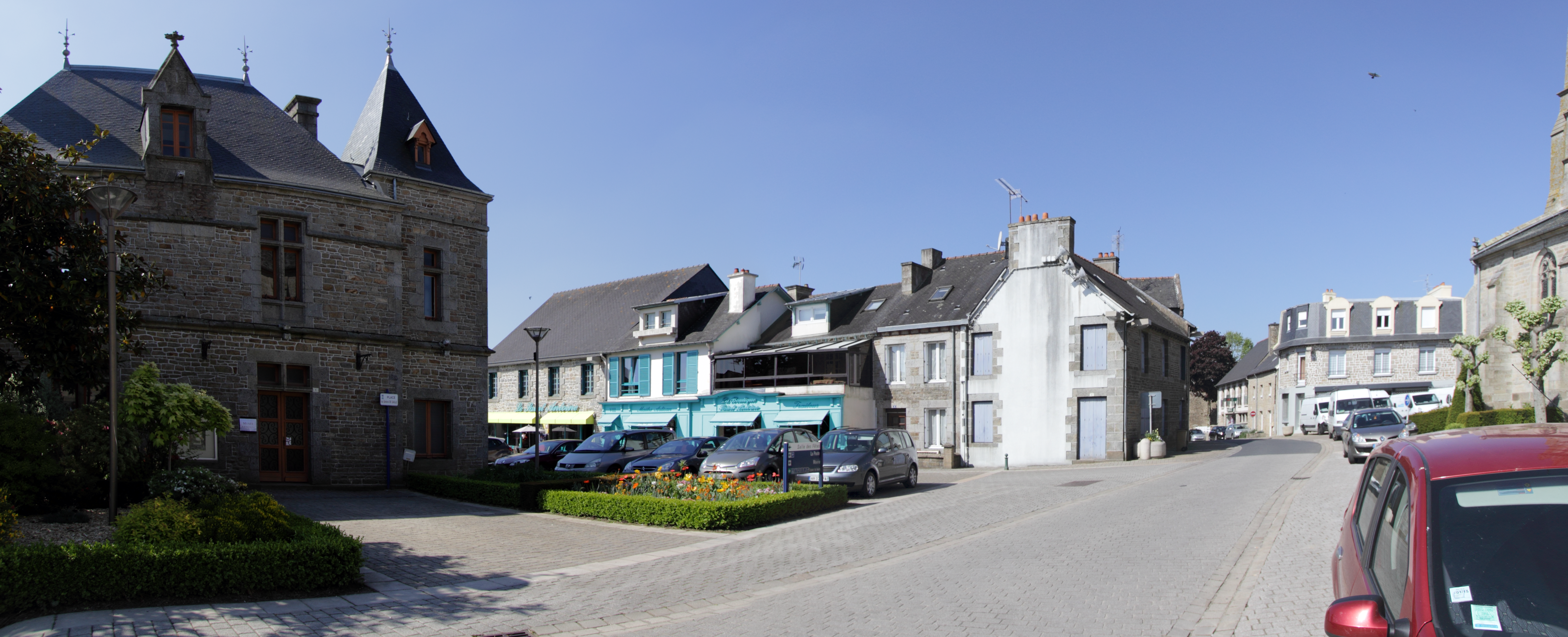
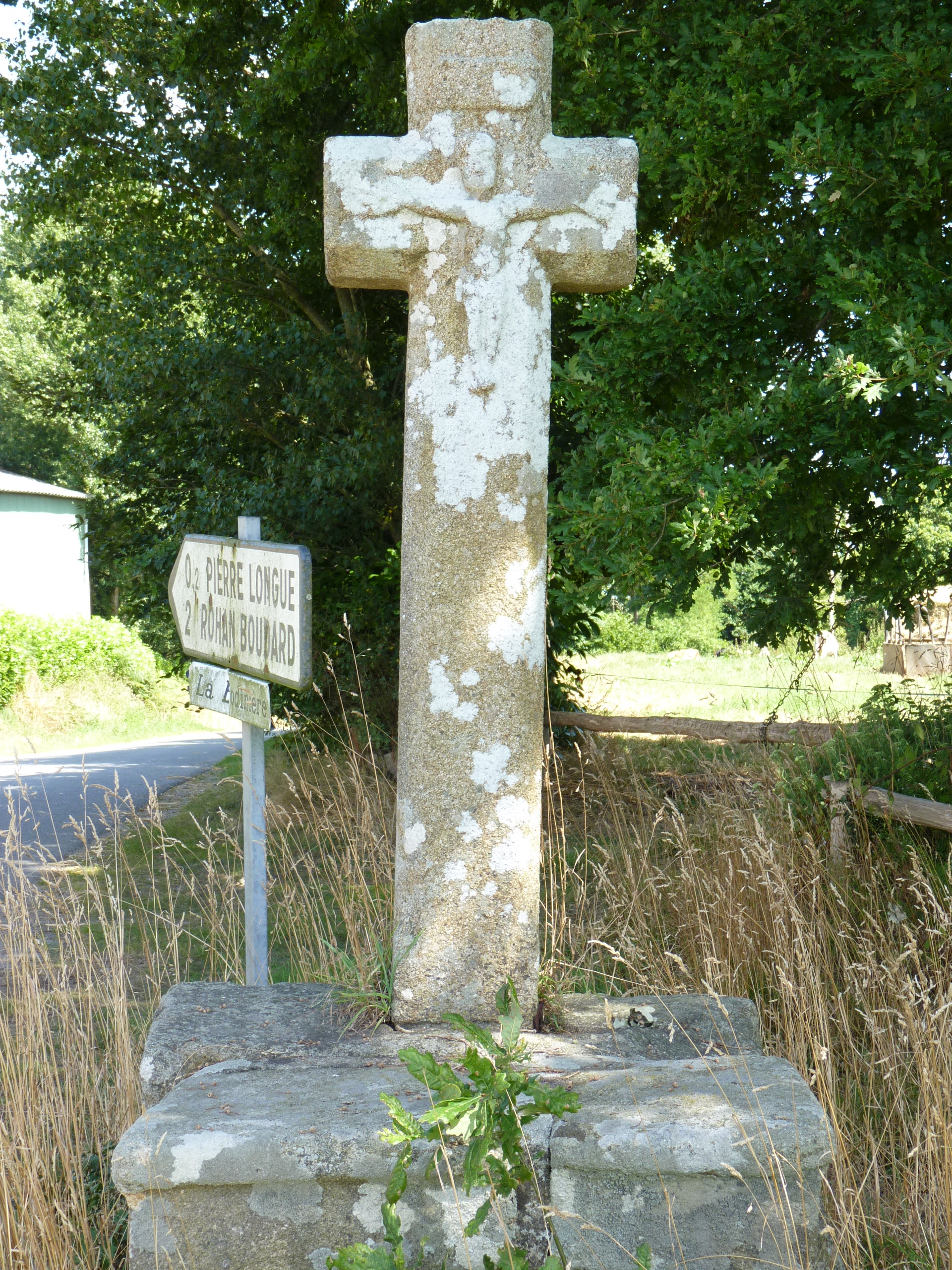
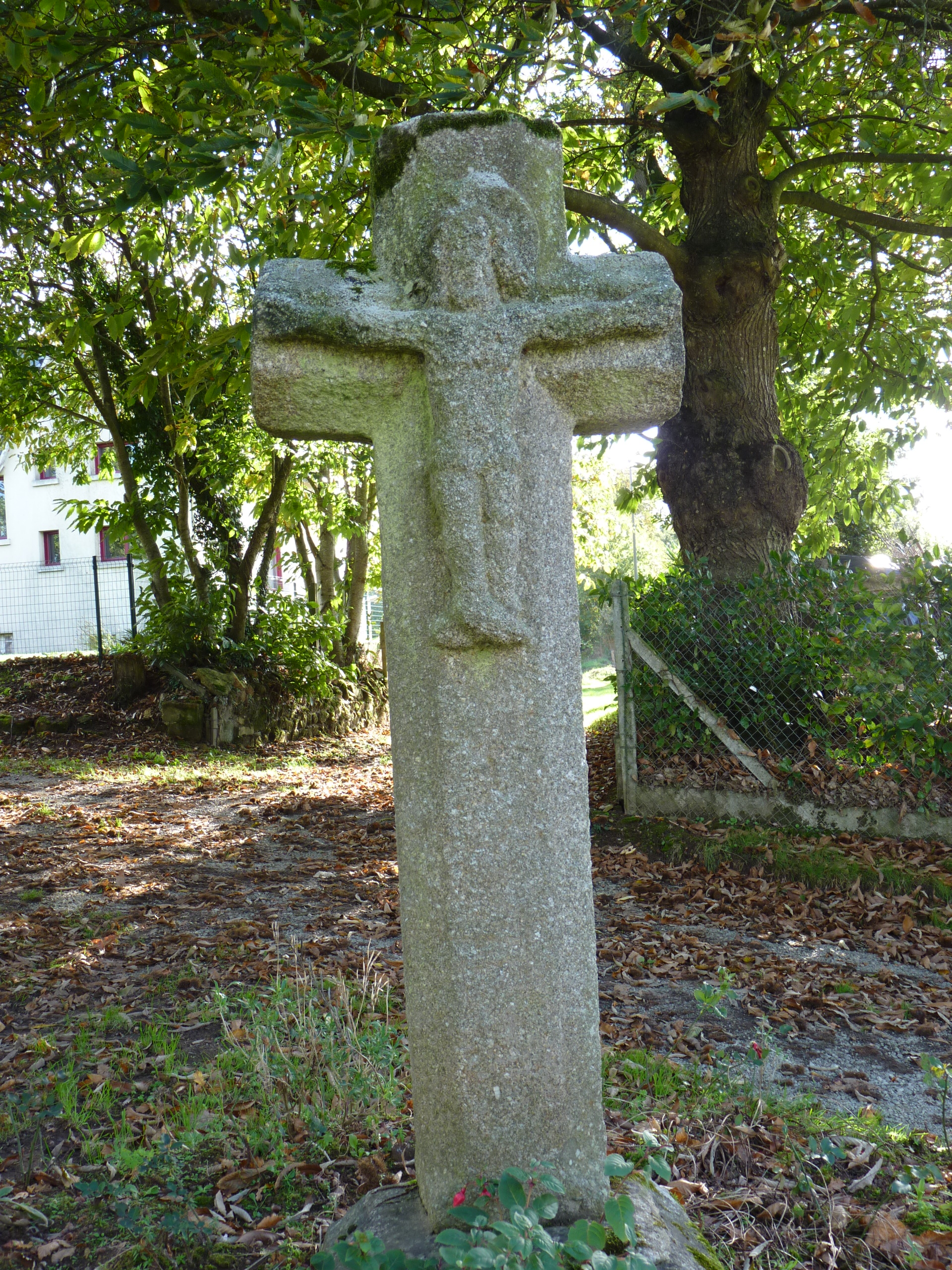
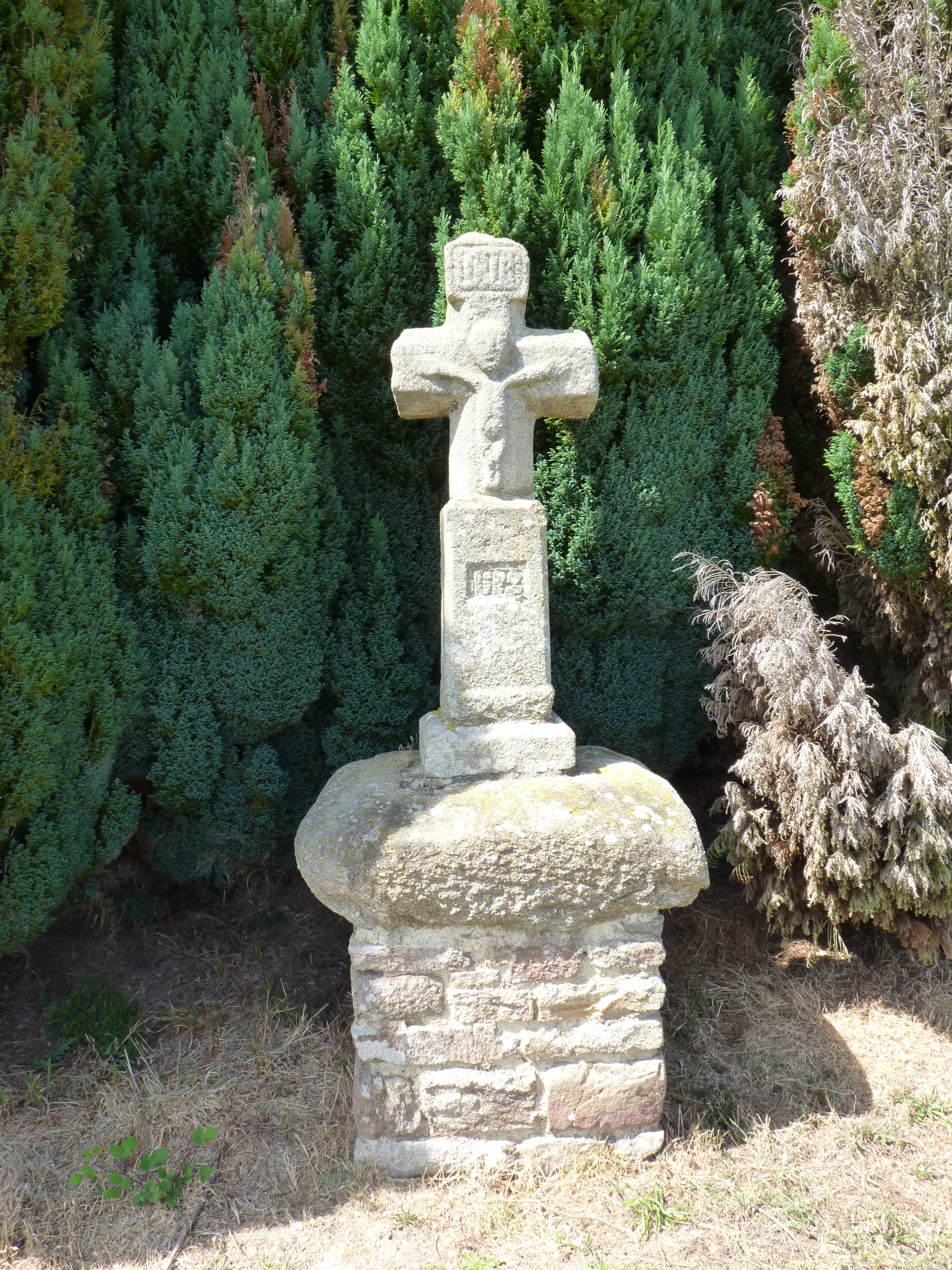